# Gamskarspitze
Gamskarspitze är en bergstopp i Österrike.   Den ligger i distriktet Murau och förbundslandet Steiermark, i den centrala delen av landet, 220 km sydväst om huvudstaden Wien. Toppen på Gamskarspitze är 2 287 meter över havet.
Terrängen runt Gamskarspitze är huvudsakligen bergig, men den allra närmaste omgivningen är kuperad. Runt Gamskarspitze är det ganska glesbefolkat, med 22 invånare per kvadratkilometer.. Närmaste större samhälle är Tamsweg, 14,8 km söder om Gamskarspitze. 
Trakten runt Gamskarspitze består i huvudsak av gräsmarker.